# Relazioni bilaterali tra India e Russia
Le relazioni tra India e Russia sono le relazioni bilaterali tra India e Russia. Durante la Guerra Fredda, l'India e l'Unione Sovietica (USSR) avevano una forte relazione strategica, militare, economica e diplomatica. Dopo la dissoluzione dell'Unione Sovietica, la Russia ha ereditato i suoi stretti rapporti con l'India che hanno portato entrambe le due nazioni a condividere una relazione speciale.